# 신선중학교
신선중학교(新仙中學校)는 대한민국 부산광역시 영도구 신선동3가에 있는 공립 중학교이다.

## 학교 연혁
- 1970년 1월 29일 : 신선중학교 개교 (39학급)
- 1970년 3월 2일 : 초대 김종호 교장 취임
- 1970년 3월 5일 : 제1회 입학식(350명)
- 1973년 2월 17일 : 제1회 졸업식(312명)
- 2000년 3월 1일 : 남녀 공학 실시(1학년 신입생부터)
- 2023년 2월 8일 : 제51회 졸업식 거행(졸업생 61명, 졸업생 누계 19,794명)
- 2023년 9월 1일 : 제21대 설성수 교장 취임
- 2024년 3월 1일 : 부산다행복학교 운영(8년차)
- 2024년 3월 4일 : 제55회 입학식(3학급 62명)

## 참고 자료
- 신선중학교 - 한국교육학술정보원 학교알리미